# Ogljikov hidrat
Ogljikov hidrat ali ogljikohidrat (s tujko karbohidrat in saharid) je organska spojina, ki jo v razmerju 1:2:1 gradijo atomi ogljika, vodika in kisika. Ogljikovi hidrati so alifatske spojine, ki vsebujejo vsaj eno karbonilno (bodisi aldehidno bodisi ketonsko) in več hidroksilnih funkcionalnih skupin. Zaradi hidroksilnih skupin imajo ogljikovi hidrati nekatere lastnosti alkoholov. Med ogljikove hidrate sodijo biomolekule, ki imajo širok razpon razširjenosti v živih organizmih, zelo raznolike pa so tudi njihove funkcije; med drugim sodelujejo v energijski presnovi (kot založne spojine ali surovine, ki se neposredno uporabljajo v presnovnih reakcijah), so gradbene molekule (gradijo celične stene rastlinskih in bakterijskih celic, pojavljajo se tudi v živalskih vezivih), sestavine nukleinskih kislin in skupaj z drugimi biomolekulami tvorijo številne spojine, nujne za delovanje organizmov.

## Pestrost ogljikovih hidratov
Zaradi izrazite raznolikosti ogljikovih hidratov se te pogosto razvršča na podskupine, ki temeljijo na kompleksnosti zgradbe. Najenostavnejši ogljikovi hidrati so monosaharidi, s povezavo dveh monosaharidov nastajajo disaharidi, oligosaharide prepoznamo po treh do desetih (devetih) povezanih monosaharidnih monomerih, medtem ko polisaharide gradi večje število monosaharidov (ponavadi več kot 10). Monosaharide in disaharide skupaj s polihidroksialkoholi (polioli) pogosto združujemo v skupino sladkorjev, pri čemer izraz sladkor v tem primeru ne predstavlja zgolj disaharida saharoze.
| Skupina                                                      | Velikost                 | Primeri                                                      |
| ------------------------------------------------------------ | ------------------------ | ------------------------------------------------------------ |
| Sladkorji (monosaharidi, disaharidi in polihidroksialkoholi) | od 1 do 2 monomera       | glukoza, riboza, saharoza, laktoza, sorbitol, manitol        |
| Oligosaharidi                                                | od 3 do 9 (10) monomerov | maltodekstrin, rafinoza, inulin, fruktooligosaharid          |
| Polisaharidi                                                 | od 10 monomerov          | škrob (amilopektin, amiloza), celuloza, hemiceluloza, pektin |

### Reducirajoči sladkor
Ogljike hidrate lahko klasificiramo kot reducirajoče ali nereducirajoče sladkorje. Reducirajoči sladkorji so tisti, ki so zaradi svoje proste aldehidne funkcionalne skupine zmožni delovati kot reducenti (sebe oksidirati, drugo spojino reducirati). Nereducirajoči sladkorji so brez proste aldehidne skupine (ta je običajno vezana v glikozidno vez, kot pri mnogih disaharidih).
Med reducirajoče sladkorje spadajo vsi monosaharidi, pa tudi nekateri disaharidi, oligosaharidi in polisaharidi. Ketoze (ogljikovi hidrati s ketoskupino) se morajo najprej tavtomerizirati v aldoze (ogljikovi hidrati z aldoskupino), šele nato so zmožne delovati kot reducirajoči sladkorji.

## Monosaharidi

### Zgradba in klasifikacija
Monosaharidi so najenostavnejši ogljikovi hidrati, ki so zgrajeni iz 3 do 7 ogljikovih atomov in več vodikovih ter kisikovih atomov (spojine iz zgolj enega ali dveh ogljikov formalno ne uvrščamo med ogljikove hidrate). Njihova empirična formula je (CH2O)n. Kot drugi ogljikovi hidrati imajo tudi monosaharidi več hidroksilnih funkcionalnih skupin (−OH) in eno bodisi aldehidno (−CHO) bodisi ketonsko (−CO) skupino. Pri večini monosaharidov je na vsakem ogljikovem atomu (razen tistem, ki ima vezano aldehidno ali ketonsko skupino) ena hidroksilna skupina.
Monosaharide razvrščamo s pomočjo dveh sistemov; pogosto se nek monosaharid opredeli na podlagi števila ogljikovih atomov. Tako poznamo trioze (trije ogljiki), tetroze (štirje ogljiki), pentoze (pet ogljikov), heksoze (šest ogljikov) in heptoze (sedem ogljikov). Monosaharide se lahko deli tudi na podlagi funkcionalne skupine, ki jo imajo vezano: tako ločimo aldoze (z vezano aldehidno funkcionalno skupino) in ketoze (z vezano ketonsko funkcionalno skupino). Ob hkratni uporabi obeh sistemov je mogoče poljuben monosaharid opredeliti kot denimo ketoheksozo (monosaharid s šestimi ogljiki in ketoskupino), aldopentozo (monosaharid s petimi ogljiki in aldoskupino) in tako dalje.

### Kemizem
Monosaharide se riše s pomočjo Fischerjevih projekcijskih formul, kjer se tetraedričnih ogljikovih atomov navadno ne izpisuje, ampak so ponazorjeni kot presečišča vodoravne in navpične črte, medtem ko se zapisuje stranske skupine (hidroksilne skupine, vodike in karbonilne funkcionalne skupine). Lastnost monosaharidov, ki je dobro vidna pri risanju Fischerjevih formul, je stereoizomerija. Zaradi prisotnosti kiralnega centra (ogljika, ki ima nase vezane štiri različne skupine) lahko monosaharidi obstajajo v dveh izomerih (enantiomerih). Enantiomeri s predpono D- imajo hidroksilno skupino na desni strani kiralnega ogljika, medtem ko je ta skupina pri enantiomerih s predpono L- na levi strani. Kiralnih centrov je lahko tudi več (v takšnih primerih se oznaki D- in L- uporabljata le za položaj hidroksilnih skupin, vezanih na kiralni ogljik, nameščen najdlje od ogljika s karbonilno, bodisi aldoskupino bodisi ketoskupino).
Za risanje monosaharidov z več kot petimi ogljiki je bolj primerna Haworthova projekcijska formula, ki omogoča zapisovanje cikličnih oblik. Monosaharidi s petimi ali več ogljiki so namreč v raztopinah običajno v cikličnih oblikah, pri čemer se monosaharid poveže v obroč z vezjo med karbonilno skupino (keto- ali aldoskupino) in hidroksilno skupino ogljika iz drugega konca monosaharida. Na tak način nastajajo ciklični hemiacetali (ciklične aldoze) in hemiketali (ciklične ketoze). Po tej reakciji kiralni center postane ogljik, ki je imel prej nase vezano karbonilno skupino. Tudi pri cikličnih monosaharidih se pojavlja izomerija; mogoča sta dva anomera: α oblika ima hidroksilno skupino, vezano na kiralni ogljik, pod ravnino obroča (obratno je pri β obliki).

### Vloga
Monosaharide odlikuje dobra topnost v polarnih topilih (recimo v vodi), zaradi česar se zlahka prenašajo po organizmih in v notranjosti celic. Med glavne vloge monosaharidov spada sodelovanje v energijski presnovi, saj se med biokemijskimi reakcijami njihove razgradnje sprošča obilo energije, potrebne za gradnjo energijskih molekul adenozina trifosfata (ATP). Ob tem v procesu celičnega dihanja nastajata tudi voda in ogljikov dioksid. Monosaharidi se v organizmih pojavljajo predvsem kot surovine, založne spojine pa predstavljajo kompleksnejši ogljikovi hidrati, v katere se monosaharidi po potrebi povežejo. D-glukoza velja za krvni sladkor večine vretenčarjev. Nekateri monosaharidi v organizmih opravljajo vlogo gradnikov; takšni sta denimo riboza in deoksiriboza v nukleinskih kislinah (RNK in DNK) in riboza v ATP-ju. Fruktoza se nahaja v semenski tekočini višjih sesalcev, kjer služi kot hranilo za semenčice.

## Disaharidi in oligosaharidi
Disaharidi nastajajo s povezavo dveh monosaharidov z glikozidno vezjo, medtem ko oligosaharide gradijo od trije do desetih monosaharidov. Disaharide skupaj z monosaharidi in polioli uvrščamo med sladkorje. Nekateri disaharidi in oligosaharidi spadajo med reducirajoče sladkorje, ki so sposobni delovati kot reducenti.
Tudi disaharidi in oligosaharidi so precej razširjeni v živem svetu. Pogost disaharid, ki se v velikih količinah nahaja v sesalčjem mleku, je laktoza. Najvišje vrednosti laktoze so prisotne v mleku prvakov, najmanj pa je tega disaharida pri kitih in plavutonožcih. Mleko zraven laktoze vsebuje tudi veliko oligosaharidov (teh dojenčki v večji meri ne morejo presnavljati, služili pa naj bi kot prebiotik za vzpostavitev novorojenčkove črevesne mikrobiote). Visoka količina disaharidov in oligosaharidov se nahaja v čebeljem medu in mani (sladkih izločkih) listnih uši. Disaharidi so pogosti sladkorji rastlinskih tkiv; saharoza se denimo prevaja po rastlinskem floemu do tarčnih celic.
| Predstavnik | Monomera                 | Vez     | Glavna vloga                                            |
| ----------- | ------------------------ | ------- | ------------------------------------------------------- |
| Saharoza    | glukoza in fruktoza      | α(1→2)β | namizni sladkor, prevajalni sladkor rastlin             |
| Laktoza     | glukoza in galaktoza     | β(1→4)  | mlečni sladkor                                          |
| Maltoza     | dve molekuli glukoze     | α(1→4)  | produkt hidrolitskega razpada škroba                    |
| Trehaloza   | dve molekuli glukoze     | α(1→1)α | v živalih in rastlinah kot zaščita pred sušnimi obdobji |
| Laktuloza   | galaktoza in fruktoza    | β(1→4)  | sintetični sladkor, ki se uporablja za lajšanje zaprtja |
| Celobioza   | dve molekuli glukoze     | β(1→4)  | produkt hidrolitskega razpada celuloze                  |
| Kitobioza   | dve molekuli glukozamina | β(1→4)  | produkt hidrolitskega razpada hitina                    |

## Polisaharidi
Polisaharidi so tisti ogljikovi hidrati, ki nastanejo s povezovanjem več kot desetih monosaharidov. Za opredelitev nekega polisaharida je pomembno navesti tip monomerov (denimo glukoza ali galaktoza), morebitno prisotnost več različnih vrst monomerov, tip glikozidne vezi (ki veže monomere med seboj), dolžino (približno število monomerov) in raven razvejanja. Med polisaharidi ločimo homopolisaharide, zgrajene le iz enega tipa monomerov, in heteropolisaharide, ki jih gradi več vrst monomerov.

### Vloga
Polisaharidi so precej razširjeni v živih bitjih, navadno pa služijo bodisi kot rezervne molekule, iz katerih lahko organizem pridobi enostavnejše surovine, namenjene energijski presnovi, bodisi kot strukturne molekule, ki gradijo denimo celično steno, hitinjačo, osrednjo lamelo itd. Nekateri ogljikovi hidrati služijo tudi kot sredstva za toplotno izolacijo organizmov (denimo pri žuželkah).

#### Strukturni polisaharidi
Med bolje poznane strukturne polisaharide spada celuloza, ki gradi celične stene rastlin in nekaterih drugih organizmov. Kemijsko je celuloza homopolisaharid, ki ga gradijo številne (D-) glukozne molekule, med seboj vezane z β(1→4) glikozidno vezjo. Celulozo, ki je v obliki podolgovatih in nerazvejanih verig, gradi od 10.000 do 15.000 monomerov. Celuloza je za človeštvo pomembna surovina, ki jo uporabljamo v papirni industriji, tekstilstvu in gradbeništvu. Visoko vrednost ima tudi v prehrani (kot vlaknina), četudi zaradi odsotnosti encima celulaze človek celuloznih molekul ne more razgraditi in uporabiti kot vir energije. Omenjen encim nastaja pri nekaterih mikroorganizmih, mnogi tovrstni mikrobi pa so s prežvekovalci in termiti povezani v simbiotsko razmerje ter prebivajo v njihovih prebavilih.
Strukturni polisaharid je tudi pektin, ki ga človeštvo uporablja v živilstvu kot želirno sredstvo. Pojavlja se v naravi, kjer denimo gradi osrednjo lamelo (primordialno celično steno) rastlinskih celic. V živalskem svetu je ključni strukturni polisaharid hitin, ki je nerazvejan homopolisaharid (iz monomera N-acetilglukozamina, glukoznega derivata). Gradi zunanji skelet (eksoskelet) členonožcev, ki ga imenujemo tudi hitinjača. Ker človek nima ustreznega encima, ki bi razgrajeval β(1→4) glikozidno vez med monomeri hitina, se ta v človeških prebavilih ne prebavlja. Pri mnogih živalih je vezivno tkivo (vezivo) sestavljeno iz številnih zelo raznolikih biomolekul, med katerimi so mnoge strukturni polisaharidi. Takšni so predvsem mukopolisaharidi, kamor spadata denimo hialuronska kislina ali hialuron (heteropolisaharid iz N-acetilglukozamina in D-glukuronske kisline) in hondroitinsulfat (heteropolisaharid iz N-acetilgalaktozaminsulfata in D-glukuronske kisline).

#### Rezervni polisaharidi
Organizmi ogljikove hidrate skladiščijo v obliki polisaharidov (tudi presežni monosaharidi se pretvarjajo v polisaharide in na tak način shranjujejo). Rastlinski rezervni polisaharid je škrob, ki se shranjuje v obliki granul (zrn) v kloroplastih in amiloplastih. Gre za homopolisaharid, zgrajen iz dveh homopolisaharidnih podenot (linearne in nerazvejane amiloze ter nekoliko razvejanega amilopektina). Škrob je nujen element človeške prehrane, čigar razgradnja se začne že v ustni votlini, kjer njegovo hidrolizo katalizira encim amilaza.
Rezervni polisaharid živali je glikogen, ki je prav tako homopolisaharid, a ga odlikuje dobro vidna razvejanost. Glikogen je bolj razvejan od amilopektina, ima pa tudi večjo molekulsko maso. Zaradi enega reducirajočega konca (in mnogih nereducirajočih) je glikogen mogoče klasificirati kot reducirajoči sladkor. Skladišči se predvsem v jetrih in mišicah, pri čemer ga je več v jetrih.

## Presnova ogljikohidratov

### Glikoliza
Glikoliza ali glikolitična pot je presnovni proces razpada glukozne molekule na dve molekuli piruvata, pri čemer se energija sprosti v obliki ATP in NADH. Skoraj vsi organizmi, zmožni presnavljanja glukoze, to delajo s pomočjo glikolize. Regulacija glukoze in uporaba produktov sta glavni kategoriji, po katerih se tovrstne presnovne poti razlikujejo med posameznimi organizmi. V nekaterih tkivih in organizmih je glikoliza edini način za sproščanje energije iz energijsko bogatih molekul. Ta presnova pot je del tako anaerobne kot tudi aerobne respiracije. Glikoliza je sestavljena iz desetih korakov, ki jih delimo na dve fazi. Prva faza za svoj potek zahteva porabo dveh molekul ATP. Med drugo fazo se kemična energija glukozne molekule pretvori v ATP in NADH. Razpad ene molekule glukoze vodi v nastanek dveh molekul piruvata, ki se lahko dalje oksidirata in tako sprostita še večjo količino energije. Glikolizo se lahko s pomočjo povratnih zank regulira na različnih stopnjah. Najpogosteje se proces nadzoruje ob poteku tretjega koraka. Tovrstna regulacija telesu omogoča, da ne proizvaja prevelikih količin piruvatnih molekul. Hkrati je na tak način mogoče shranjevati glukozo v obliki maščobnih kislin.

### Glukoneogeneza
Glukoneogeneza je glikolizi obraten proces. Zajema pretvorbo neogljikohidratnih virov v glukozno molekulo. Med najpogostejše molekule, ki se jih v procesu glukoneogeneze pretvarja v glukozo, spadajo piruvat, laktat, glicerol, alanin in glutamin. Do glukoneogeneze pride, kadar telo potrebuje glukozo. Glukoneogeneza se odvija predvsem v jetrih, opravljajo pa jo tudi celice ledvic. Jetra so tisti organ, ki omogoča razgradnjo različnih neogljikohidratnih molekul, nakar te razpošilja po drugih organih in tkivih ali jih uporabi v glukoneogenezi. Presnovno pot nadzirajo številne različne molekule (glukagon, kortikotropin – ACTH in ATP spodbujajo potek glukoneogeneze, medtem ko jo adenozin monofosfat, adenozin difosfat in inzulin zavirajo).

### Glikogenoliza
Glikogenoliza je proces, pri katerem pride do razpada glikogena. Presnovna pot se odvija v jetrih, mišicah in ledvicah, ki telesu omogočajo pridobivanje glukoze po potrebi. Ena glukozna molekula se odcepi od razvejane makromolekule glikogena ter se nato pretvori v glukozo-1-fosfat, ki jo je mogoče spremeniti v glukozo-6-fosfat, intermediat glikolitične poti (glikolize). Kadar glukozna molekula izvira iz založnega glikogena, je v procesu glikolize potrebno vložiti le eno ATP. Po potrebi se lahko glukoza-6-fosfat znova pretvori v glukozo (v jetrih in ledvicah) in sprosti v obtočila, kjer dvigne raven krvnega sladkorja.
Glukagon, ki se sprošča ob hipoglikemiji (stanju zmanjšane ravni krvnega sladkorja), vzpodbuja potek glikogenolize. Glikogen iz jeter služi kot sprotni vir glukoze med posamičnimi obroki (uporablja se predvsem za vzdrževanje centralnega živčnega sistema). Med intenzivno vadbo glikogenolizo spodbuja tudi adrenalin v skeletnih mišicah.

### Glikogeneza
Glikogeneza je proces, pri katerem se s povezovanjem mnogih glukoznih molekul sintetizira glikogen. Ta je močno razvejana molekula, ki se pojavlja v jetrih, skeletnih mišicah in ledvicah. Razvejanost veča topnost makromolekule in encimom daje več vezavnih mest za odcepljanje glukoze. Kot druge anabolne presnovne poti tudi glikogeneza porablja energijo.

### Fosfoglukonatna pot
Fosfoglukonatna pot ali pentozafosfatna pot je alternativni način za oksidacijo glukoze. Odvija se v jetrih, maščobnem (adipoznem) tkivu, skorji nadlevičnice, modih, mlečnih žlezah, fagocitih in rdečih krvničkah. V procesu med reduciranjem NADP v NADPH nastajajo produkti, ki se uporabljajo v drugih celičnih procesih. Presnovna pot se regulira s spremembami aktivnosti encima glukoza-6-fosfat-dehidrogenaza.

### Presnova fruktoze
Fruktoza mora preiti nekaj dodatnih korakov, da lahko vstopi v glikolitično pot. Nekateri encimi določenih tkiv zmorejo fruktozi dodati fosfatno skupino. S to fosforilacijo nastane fruktoza-6-fosfat, intermediat glikolize, ki se lahko presnavlja dalje. Presnovna pot se odvija v mišicah, maščobnem tkivu in ledvicah. V jetrih encim proizvaja fruktozo-1-fosfat, ki vstopa v glikolitično pot in se kasneje cepi na gliceraldehid in dihidroksiacetonfosfat.

### Presnova galaktoze
Laktoza ali mlečni sladkor sestoji iz ene molekule glukoze in ene molekule galaktoze. Po cepitvi laktozne molekule se galaktoza transportira do jeter, kjer se pretvori v glukozo. Galaktokinaza porabi eno ATP, da fosforilira galaktozo. Takšna galaktoza se nato pretvori v glukozo-1-fosfat in zatem v glukozo-6-fosfat, ki se vključi v glikolitične reakcije.

## V prehrani
Zaužiti ogljikohidrati dajo 3,87 kcal/g v primeru enostavnih sladkorjev in od 3,57 do 4,12 kcal/g za sestavljene ogljikove hidrate. Relativno visoke ravni ogljikovih hidratov so prisotne v predelani rastlinski hrani, pa tudi v sladilih, piškotih, bonbonih, namiznem sladkorju, medu, raznih pijačah, kruhu, marmeladah in drugih sadnih proizvodih, testeninah ter kosmičih. Nekoliko manj ogljikohidratov je mogoče najti v nepredelani, nerafinirani hrani, kot so fižol, riž in sveže sadje. Živalski produkti imajo navadno manjše ravni ogljikovih hidratov, medtem ko je izjema mleko z visoko količino laktoze.
Običajno organizmi niso sposobni presnavljati vseh tipov ogljikovih hidratov. Univerzalni vir energije, ki ga odlikuje tudi dobra dostopnost, je glukoza. Mnogi organizmi zmorejo presnavljati tudi druge monosaharide in disaharide, a je pogosto glukoza prva v vrsti za biokemijske reakcije. Bakterija Escherichia coli je zmožna uporabljati laktozo (ob prisotnosti laktoze operon lac izraža gene za encime za prebavo laktoze), a bo ob prisotnosti tako laktoze kot tudi glukoze najprej metabolizirala glukozo. Pogost vir energije so polisaharidi; mnogi organizmi zlahka hidrolizirajo škrob na njegove monomerne enote, a po drugi strani ne morejo presnavljati celuloze in hitina. Izjeme so nekateri mikroorganizmi (bakterije in protisti).
Inštitut za medicino priporoča, da naj odrasli pridobijo med 45 in 65% prehranske energije s pomočjo polnozrnatih ogljikohidratov. Organizacija Združenih narodov za prehrano in kmetijstvo in Svetovna zdravstvena organizacija svetujeta, da naj bi 55–75% energije pridobili iz ogljikovih hidratov, a le 10% iz sladkorjev.

### Diete z omejevanjem ogljikovih hidratov
Diete z nizko vsebnostjo ogljikohidratov onemogočajo pridobivanje dovoljšnih količin prehranskih vlaknin, ki se nahajajo predvsem v metuljnicah, polnozrnatih izdelkih, sadju in zelenjavi. Slabosti tovrstnih diet vključujejo slab zadah (halitoza), glavobole in zaprtje. Raziskujejo pa se tudi morebitne povezave med dietami z omejenim vnosom ogljikovih hidratov in pojavnostjo osteoporoze ter raka.
Diete z omejevanjem ogljikovih hidratov so lahko učinkovite kot diete z nizko vsebnostjo maščob, ki ob omejenem vnosu kalorij omogočajo hitro zmanjšanje telesne teže v relativno kratkem obdobju. V daljšem obdobju naj bi bila izguba telesne teže povezane predvsem z omejevanjem kalorij in ne z razmerjem makronutrientov v prehrani. Trditve podpornikov diet z nizko vsebnostjo ogljikovih hidratov, da ogljikohidrati povzročajo nabiranje maščobe in višanje ravni inzulina, medtem ko naj bi bile diete z manj ogljikovimi hidrati presnovno ugodnejše, niso podprte s kliničnimi dokazi. Nadalje ni znano, kako diete z manj ogljikohidrati vplivajo na pojav srčno-žilnih bolezni.
Diete z omejeno količino ogljikovih hidratov niso bolj učinkovite kot tradicionalne zdrave diete pri preprečevanju sladkorne bolezni tipa 2, kljub temu pa naj bi bile pri takšnih bolnikih dobra izbira za izgubo telesne teže in nadziranje ravni krvnega sladkorja. Obstajajo redki dokazi, da naj bi dieta z nizko vsebnostjo ogljikohidratov pomagala pri nadziranju sladkorne bolezni tipa 1. Ameriška organizacija za sladkorno bolezen (American Diabetes Association) priporoča, da se sladkorni bolniki poslužujejo tradicionalnih zdravih diet in ne takšne prehrane, ki bi dajala prednost ogljikovim hidratom ali drugim makrohranilom.
Skrajna različica diete z nizko vsebnostjo ogljikovih hidratov – ketogena (keto) dieta – se uporablja kot dieta za zdravljenje epilepsije. V zgodnjem 21. stoletju je postala ketogena dieta še posebej priljubljena (popularizirali so jo mnogi zvezdniki), z njo pa so povezana tudi nekatera tveganja (nizka raven energije, povišana lakota, nespečnost, slabost in prebavne težave.

### Prebava
V človeški prehrani se ogljikovi hidrati pojavljajo predvsem v obliki škroba (izvirajočega iz rastlinskega materiala), glikogena (založnega polisaharida živali in gliv), raznih disaharidov (na primer saharoze ali namiznega sladkorja in laktoze ali mlečnega sladkorja) in monosaharidov (predvsem glukoze in fruktoze ali sadnega sladkorja). Sama prebava ogljikovih hidratov se začne že v ustni votlini, kjer encim amilaza, sestavni del sline, povzroča hidrolitsko razgradnjo škroba na manjše delce (predvsem oligosaharide in disaharid maltozo). Raven prebave v ustih je odvisna od časa, ki ga neko živilo prestane v ustih, in intenzitete žvečenja ter prepajanja hrane s slino.
Nadalje se ogljikovi hidrati prebavljajo v tankem črevesu, kjer hidrolitski razpad povzroča pankreatična amilaza in nekateri drugi encimi (disaharidaze, glikozidaze itd.). Do absorpcije ogljikohidratov pride šele, ko so ti razpadli na monomerne gradnike (monosaharide). Takrat jih v svojo citoplazmo s pomočjo aktivnega in pasivnega transporta sprejmejo epitelne celice, nakar hranila potujejo preko krvožilja in v jetra.

## V laboratoriju
Ogljikovi hidrati so pogosto predmet raznih laboratorijskih preiskav, katerih cilj je bodisi zaznavanje prisotnosti ogljikovih hidratov (kvalitativne analize) bodisi določanje njihove količine v izbranem vzorcu (kvantitativne analize).

### Kvalitativne analize
S pomočjo škrobnega testa, ki kot reagent uporablja jodovico, se ugotavlja prisotnost škroba (in nekaterih drugih ogljikovih hidratov). Pozitivna reakcija je vidna kot pojav intenzivno vijoličaste barve. Kvalitativni test za dokazovanje prisotnosti je tudi Barfoedov test, ki je namenjen monosaharidom. Ob vsebnosti teh v vzorcu se bakrov (II) acetat oksidira v bakrov (I) oksid, kar je mogoče zaznati kot pojav opečnato rdeče oborine. Z Barfoedovim reagentom bodo reagirali tudi disaharidi, četudi je reakcija v takšnih primerih počasnejša.
Pentoze (in pentozane, polimere več pentoz) je mogoče dokazovati z Bialovim testom, pri katerem pentoze reagirajo z orcinolom in železovim (III) kloridom, kar opazimo kot zeleno modro obarvanje. Prisotnost vseh tipov ogljikohidratov (tudi glikolipidov in glikoproteinov) se lahko določa s pomočjo Molischevega testa, kjer se kot reagent uporablja α-naftol, raztopljen v etanolu. Pri pozitivni reakciji je viden vijoličast prstan.

### Kvantitativne analize
Ogljikove hidrate je mogoče analizirati tudi s pomočjo kvantitativnih analiz, pri katerih je cilj, določiti količino ogljikohidratov v vzorcu (in ne samo prisotnost, kot pri kvalitativnih analizah). Nekatere klasične kvalitativne teste (recimo Bialov test) se uporablja tudi kot kvantitativne različice, pri čemer se raztopino vzorca in reagenta meri s pomočjo spektrofotometra. V uporabi so tudi številne kromatografske tehnike za kvantitativno analizo ogljikovih hidratov.